# Harry Agganis
Aristotle George Agganis (gr. Αριστοτέλης Γεώργιος Αγγάνης) (ur. 20 kwietnia 1929, zm. 27 czerwca 1955) – amerykański baseballista i futbolista, w latach młodzieńczych uprawiał także koszykówkę. Nosił przydomek The Golden Greek.
Na studiach w Boston University w latach 1950–1951 został powołany do służby wojskowej w piechocie morskiej, podczas wojny koreańskiej na piętnaście miesięcy, jednak nigdy do Azji nie pojechał. W tym czasie grał w baseball i futbol. W 1952 roku jako wolny agent, podpisał kontrakt z Boston Red Sox.
Jego karierę przerwała śmierć. Zmarł w wieku 26 lat, 27 czerwca 1955 na zator płuc.